# المشاريع الصغيرة والمتوسطة الممتازة
المشاريع الصغيرة والمتوسطة الممتازة هو مشروع عالمي، يهدف إلى إنشاء قائمة بيضاء من المشاريع الصغيرة والمتوسطة من خلال نظام إصدار الشهادات، فهو مشروع يسلط الضوء على شهادات الإنترنت، فقد أصبح الإنترنت من وسائل الإعلام السائدة لتحقيق التقدم والبحث عن الشركاء وفرص الأعمال.

## الأركان
يرتكز المشروع على ثلاثة أركان:
- مؤسسة ذات ثقة ويفضل أن تكون غرفة التجارة التي تتولى دور جهة الإصدار؛
- بيانات عن التقييم الائتماني مقدمة من وكالة تقييم ائتماني؛
- التكنولوجيا التي تسمح بالتأكد من صحة الشهادات، وبالتالي تمنع زعزعة الثقة التي يسببها التزوير.

## المعايير
تستطيع الشركات التي يتوافر فيها المعايير الأساسية أن تحصل على شهادة المشاريع الصغيرة والمتوسطة الممتازة (Excellent SME):
- المشروع الصغير أو المتوسط (والذي عادة ما يصل عدد العاملين فيه إلى 250 عاملًا، قد تختلف الأعداد عبر الدول المختلفة)؛
- الحد الأدنى لرأس المال هو 25000$؛
- الدرجة الائتمانية لا تقل عن 6 BBB (من 10) (نظام لتقدير قيمة السند) في بعض أنظمة الدرجات الائتمانية.

تصدر الشهادة لمدة عام، ولكن توضع الدرجة الائتمانية تحت المراقبة الدائمة وتُبطل الشهادة قبل المدة المحددة إذا انخفضت الدرجة الائتمانية لحاملها عن 6 درجات.

## المميزات
حامل الشهادة
بنشر هذه الشهادة، يتمتع حاملها بمنزلة رفيعة في مجال الأعمال والممارسات الناجحة، ويمكن لحامل هذه الشهادة أن ينشرها على موقعه على الإنترنت أو يضعها على الأدوات المكتبية  والمواد الدعائية والمركبات… إلخ، وبناء على هذا يستطيع المراقب أن ينشئ درجة من الثقة والتي لولاها لواجه بعض الاستفسارات من وكالات التصنيف الائتماني، ونتيجة لذلك يصبح اختيار الشريك التجاري أكثر سهولة وأكثر سرعة وأقل تكلفة وخاليًا من المخاطر.
المنافع التي تعود على المجتمع
مع زيادة عدد الشركات المعتمدة، يصبح المناخ التجاري أكثر شفافية وتصبح المشاريع المتميزة أكثر وضوحًا ويصبح من السهل على العميل أن يجد مثل هؤلاء الشركاء.